# Retterswil
Retterswil (toponimo tedesco) è una frazione del comune svizzero di Seon, nel Canton Argovia (distretto di Lenzburg).

## Storia

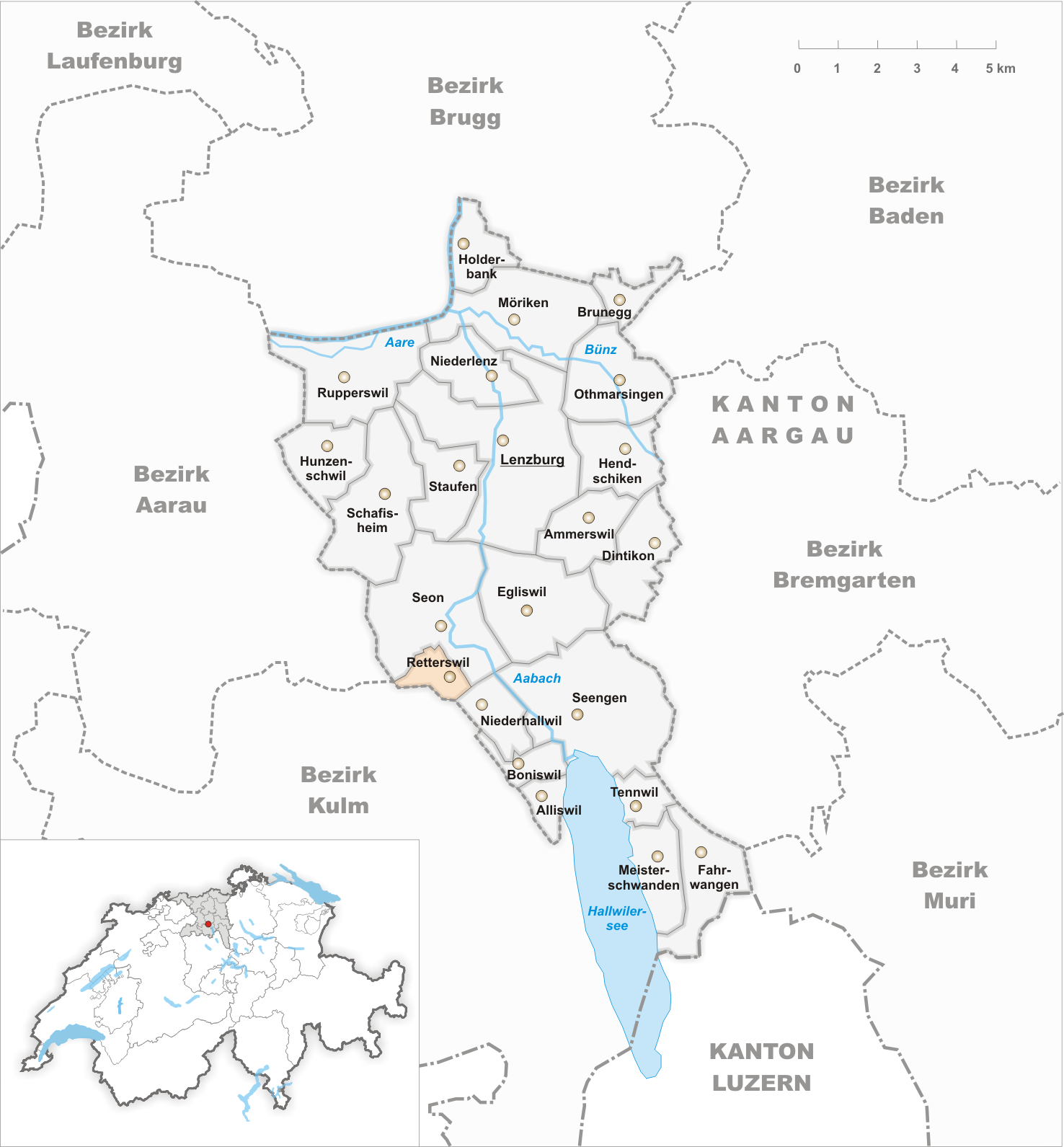
Il territorio del comune di Retterswil prima degli accorpamenti comunali del 1899

Già comune autonomo istituito nel 1806 per scorporo da quello di Seon, nel 1899 è stato nuovamente accorpato a Seon.

## Società

### Evoluzione demografica
L'evoluzione demografica è riportata nella seguente tabella:
Abitanti censiti

## Amministrazione
Ogni famiglia originaria del luogo fa parte del cosiddetto comune patriziale e ha la responsabilità della manutenzione di ogni bene ricadente all'interno dei confini del comune.